# Список эпизодов телесериала «Лексс»
Телесериал «Лексс» состоит из четырёх сезонов. Первый сезон включает 4 пилотных эпизода продолжительностью 1,5 часа каждый. Другое название — «Легенды Параллельной Вселенной» («Tales from a Parallel Universe»). Сезоны 2—4 содержат 57 эпизодов продолжительностью 45 минут.

## Первый сезон (1997)
| # | Название                                                | Оригинальное название | Дата премьеры     |
| --- | ------------------------------------------------------- | --------------------- | ----------------- |
| |                                                         |                       |                   |
| 1.1 | «Я поклоняюсь Его Тени» или «Я служу Божественной Тени» | I Worship His Shadow  | 18 апреля, 1997   |
| Во Вселенной Света правит Его Божественная Тень, который силой, верой и мудростью насаждает Священный Порядок на двадцати тысячах планет. На Кластере, столице Лиги 20 000 планет, встречаются Стэнли Твидл, еретик и архипредатель, а ныне охранник 4 класса, Зев, приговорённая к превращению в рабу любви, за неисполнение супружеских обязанностей, голова робота 790 и Кай, последний из Бруннен-Джи (легендарных древних воинов), который мёртв и служит Божественным Убийцей. Случайно они становятся обладателем Ключа к Лекссу, самому могущественному оружию уничтожения в двух вселенных. Спасаясь от гнева Его Божественной Тени, беглецы угоняют Лексс, попадают во Вселенную Тьмы (которая, согласно пропаганде, хуже родной, но на деле качественно не отличается) и отправляются в путешествие по разным мирам в поисках приключений и нового дома. Приглашённый актёр — Барри Боствик (исполнил роль Тодина, предводителя еретиков). |                                                         |                       |                   |
| 1.2 | «Сверхновая»                                            | Super Nova            | 25 апреля, 1997   |
| Зев мечтает оживить Кая, последнего из Бруннен-Джи. Для этого путешественники решают посетить родную планету Кая — Бруннис, которая находится во Вселенной Тьмы. Может быть, технологии великой расы Бруннен-Джи помогут Каю обрести жизнь? На Бруннисе путешественников встречает голографический Поэт, который сопровождает их по катакомбам Палат Памяти. Поэт оказывается одержимым маньяком. Приглашённый актёр — Тим Карри (исполнил роль Поэта). |                                                         |                       |                   |
| 1.3 | «Питающая форма» или «Царица Клаагии»                   | Eating Pattern        | 4 сентября, 1997  |
| Лексс уже несколько недель блуждает в открытом космосе. Корабль уже не в силах воспроизводить для Стэна и Зев пищу, экипаж голодает. Кай умирает в криогенной камере, наши герои не знают, что делать дальше. К счастью, им подворачивается Клаагия — необитаемая планета-свалка. Зев и Стэн отправляются на поиски пищи. Там же они хоронят Кая, ошибочно полагая, что его уже не вернуть. Вскоре обнаруживается, что Клаагия вовсе не пустынна. Визит на эту планету стал чуть ли не роковой ошибкой… Приглашённые актёры — Рутгер Хауэр (исполнил роль Боуга, правителя Клаагии) и Дорен Якоби (исполнила роль Вист, убитой исследовательницы). |                                                         |                       |                   |
| 1.4 | «ГигаТень» или «Падение Гигантской Тени»                | Giga Shadow           | 11 сентября, 1997 |
| Протокровь, вещество, поддерживающее жизнедеятельность Кая в течение 2000 лет, на исходе. Команда Лексса решается вернуться на Кластер — единственное место изготовления протокрови. Вернувшись обратно во Вселенную Света, они обнаруживают, что на Кластере нет ни одного человека. Они понимают, в чём дело: здесь прошла Чистка — кормление голодных глубин Кластера всеми живущими в Лиге 20 000 планет, последняя фаза Возрождения Гига Тени — насекомого, величина которого превышает все мыслимые размеры живых существ, которое призвано возродить расу Насекомых и покончить с человечеством. Наши герои, сами того не желая, вступают в схватку с неуязвимым противником. Приглашённый актёр — Малкольм Макдауэлл (исполнил роль жреца Йоттскри, помешавшего Возрождению). |                                                         |                       |                   |

## Второй сезон (1998—1999)
| # | Название             | Оригинальное название | Дата премьеры    |
| --- | -------------------- | --------------------- | ---------------- |
| |                      |                       |                  |
| 2.01 | «Мантрид»            | Mantrid               | 11 декабря, 1998 |
| Кай, которым овладела Его Божественная Тень, ведёт команду обратно во Вселенную Света, чтобы освободить последнюю личинку космического насекомого из остатков Кластера. Экипаж разыскивает Мантрида, бывшего Верховного Биовизиря Божественного Порядка, и пытается заставить его извлечь протокровь из личинки. Мантрид планирует использовать орган трансдукции насекомого для того, чтобы перенести собственную сущность в новое механическое тело. Кай разрушает механическое тело Мантрида и сущность Его Тени вселяется в личинку, которая оживает. Команда бежит на Лексс и пытается уничтожить личинку вместе с планетой. Мантриду с помощью своего ассистента удаётся перенести свою сущность в новое тело и он спасается, но становится еще более безумным и жестоким. Приглашенный актер - Дитер Лазер (исполнил роль Мантрида).                                                    |                      |                       |                  |
| 2.02 | «Терминал»           | Terminal              | 18 декабря, 1998 |
| Стэн берётся разбудить Кая, но что-то делает неправильно, и это приводит к ошибке программы. Кай просыпается и со словами «Я убью тебя во имя Его Божественной Тени» пронзает Стэну сердце. Зев забирает у него ключ от Лексса. Герои решают заморозить Стэна и отправить в межзвёздный лечебный центр, называемый «Терминалом». Там их принимает доктор по имени Казан, профессионал своего дела. После продолжительной операции Стэн выздоравливает. Доктор Казан однако оказывается сумасбродным мошенником, он захватывает Кая и Зев с целью заполучить ключ к Лекссу, а его подручные стараются убить Кая, распылив до субатомных частиц, но в итоге в эту смертоносную машину попадает Зев. От неё остаётся лишь белковая масса. Экипаж спасается, а «Терминал» уничтожают дроны, управляемые Мантридом.                                                                                 |                      |                       |                  |
| 2.03 | «Лайекка»            | Lyekka                | 25 декабря, 1998 |
| На Лекссе появляется Лайекка — девушка-растение, принявшая человеческий облик из снов Стэна. Она питается любыми живыми существами, включая людей, но в начале держит это в тайне. В это же время экипаж встречает астронавтов с отсталой аграрной планеты Картошка-Хо, которые впервые устанавливают контакт с другими разумными существами. Астронавты выглядят деревенщинами, падки на женскую красоту и фантазии, но все равно не заслуживают того, что с ними происходит – Лайекка съедает их всех, а также поглощает и белковую массу, оставшуюся от Зев. Из симпатии к Стэну Лайекка делает ему подарок: она использует переработанный белок и создаёт рыжеволосую девушку с привлекательной внешностью — Ксев, или новую Зев. 790-й сразу признает в ней свою возлюбленную. |                      |                       |                  |
| 2.04 | «Корабль Любви»      | Luvliner              | 1 января, 1999   |
| Стэн и Ксев отправляются развлечься в бордель, называемый «Кораблём Любви». Причем не платят, а просто грозят уничтожением. В это время два напарника — сотрудник борделя и сумасшедший наёмник — узнают о разрушительной силе Лексса и стремятся захватить его. В этой серии впервые прямо говорится, что Ксев — девственница (хотя это было очевидно, учитывая, что она прожила жизнь в ящике и стала красивой и свободной лишь недавно). |                      |                       |                  |
| 2.05 | «Смехопанорама»      | Lafftrak              | 8 января, 1999   |
| Две планеты, Либер и Листер, одержимые культурой телевидения, много лет тому назад уничтожили друг друга в войне рейтингов. Команда Лексса находит маленький автоматизированный планетоид, на котором всё ещё производятся ТВ-программы. Ксев решает принять участие в телешоу. Стэн, после некоторого сопротивления, тоже поддаётся соблазну принять участие в шоу с девушками. В дальнейшем оказывается, что когда конкурсанты терпят неудачу (их рейтинг на телешоу падает), их обезглавливают и сохраняют головы живыми, делая их навечно частью публики в зале. |                      |                       |                  |
| 2.06 | «Суд над Стэном»     | Stan’s Trial          | 15 января, 1999  |
| Стэнли истосковался по женской ласке, и 790 находит для него транспорт удовольствий «Целес», на котором Твидл уже побывал, будучи на службе у еретиков. На транспорте Стэнли поджидает ловушка — за ним давно уже охотится Комитет возмездия за гибель 685 миллиардов 304 миллионов человек с 94 планет Реформ. Стэнли — еретик и архипредатель — предстает перед судом, и главный прокурор Джихана старается доказать, что единственным наказанием для него будет долгая и мучительная смерть. Кай берётся защищать Стэнли, так как имеет право говорить за мёртвых. Оказывается, Джихана одержима не столько правосудием, сколько маниакальным желанием убивать людей. |                      |                       |                  |
| 2.07 | «Сезон любви»        | Love Grows            | 22 января, 1999  |
| Экипаж Лексса и несколько его гостей становятся жертвами вируса, изменяющего пол. Стэнли Твидл наконец-то добивается близости с Ксев, правда, совсем не так, как ему хотелось... |                      |                       |                  |
| 2.08 | «Белая Шваль»        | White Trash           | 29 января, 1999  |
| К удивлению экипажа, неожиданно выясняется, что они не одни на Лекссе. Ещё на Кластере на корабль незаметно пробралась семейка Па Гулина — сам Па, его дочурка Сисси, сынок Малыш и дитё по имени Норб. Стэн и Сисси собираются пожениться, а Па — «гульнуть» на родной планете Вермал и разобраться с семейством Дедди Глулина. Кай помогает Норбу сбежать от Гулинов на космическом корабле его родного отца. |                      |                       |                  |
| 2.09 | «791»                | 791                   | 5 февраля, 1999  |
| Экипаж получает сигнал бедствия с планеты. Стэнли Твидл отказывается идти на него, но Лайекка настаивает, что ей нужна еда, иначе ей придётся съесть экипаж. Они находят сердца, которые всё ещё бьются, а 790 обнаруживает тело киборга, с помощью которого он надеется познать любовь Ксев. Серия является явной деконструкцией сюжета "Чужого" с рядом отсылок. |                      |                       |                  |
| 2.10 | «Разбудите мертвеца» | Wake the Dead         | 12 февраля, 1999 |
| Группа молодых ребят отправилась на пикник и неправильно настроила свои криокамеры, заснув при этом на 300 лет. Дрейфующий в космосе кораблик встречается с Лекссом, и сердобольная Ксев забирает ребят на корабль. Подростки устраивают вечеринку на Лекссе. При этом они сбивают настройки пульта управления криогробом Кая — и Божественный Убийца просыпается, обезумевший и настроенный тоже немного поразвлечься. Становясь пародией на маньяков из подростковых слэшеров, Кай мочит подростков (одного из них – в сортире), но когда он почти добирается до Стэна и Ксев, у него кончается протокровь. |                      |                       |                  |
| 2.11 | «Нук»                | Nook                  | 19 февраля, 1999 |
| Лексс встречает на своём пути неизвестную планету, и любопытная Ксев настаивает на её посещении. На планете живут одни мужчины, и живут они в монастыре. Пока Ксев и Стэнли знакомятся с монахами, Кай в обществе брата Рендора посещает библиотеку планеты Нук. Брат Рендор очень интересуется устройством Божественного Убийцы. К чему это приведёт? Будет небольшая детективная история, в которой Стэнли чуть было не занялся сексом с мужчиной, а Ксев познает, наконец-то, любовь и распрощается с девственностью. |                      |                       |                  |
| 2.12 | «Норб»               | Norb                  | 26 января, 1999  |
| Мальчик Норб из серии «Белая шваль», продолжая своё космическое путешествие, встречается с лапами Мантрида, и, судя по всему, погибает. Под видом мальчика модули Мантрида попадают на борт Лексса и начинает крушить всё вокруг, попутно используя Лексс в качестве сырья для построения всё новых и новых лап. Экипажу грозит нешуточная опасность — 790 уже стал жертвой пришельца, лишившись так необходимого ему кусочка живого человеческого мозга. Позже его удается регенерировать. Корабль спасает себя подобием ЭМИ-взрыва, но Мантрид выходит на связь и обещает, что это было только начало. |                      |                       |                  |
| 2.13 | «Сумерки»            | Twilight              | 5 марта, 1999    |
| Стэнли, обычно всегда здоровый, заболел — он всё спит и спит! Необходима помощь врача, и заботливая Ксев находит подходящего на планете Рума. Планета славится своей целебной атмосферой, благодаря чему на ней хранятся тела-носители бывших Его Теней. Экипаж Лексса прибывает на Руму, и начинается лечение Стэнли. Но пока Ксев хлопочет над Капитаном, Кай принимает решение прогуляться в одиночестве и насладиться декламацией возвышенных стихов на одиноком утёсе. А семья Верховного правителя Роды замышляет украсть Лексс и сбежать с Румы — по ночам на планете небезопасно, шалят зомби. В этой серии Кай, слетевший от излучения планеты с катушек — не помощник для экипажа, и девушка-цветочек Лайекка спасает всех. Заодно она подкрепляет свои силы членами семьи Верховного правителя.                                                                                     |                      |                       |                  |
| 2.14 | «Пятна на небе»      | Patches in the Sky    | 12 марта, 1999   |
| Оказывается, Стэнли мучают кошмары, в которых ему не даёт покоя давно погибшая Джиггерота. Чтобы поднять себе настроение, Стэн угрожает администратору планеты роботов и случайно взрывает ее. Ему подворачивается знаменитый нарко-притон Габби Маркса, отправляющего людей в желанные им сны. Один из постоянных клиентов Габби — наркоман Балда — говорит, что всё небо покрыто пятнами. И он не лжёт – галактики стремительно исчезают, по расчетам им осталось всего 103 дня. Стэнли заказывает сеанс приятного сна, но получает кошмар, в котором вновь встречается с Джиггеротой. Только сейчас всё гораздо хуже — Джиггерота готова убить Стэна, и это будет означать смерть реальную. Габби, пытаясь вмешаться, погибает. Ксев, спеша на помощь, проникает в сон, но и ей мало что удается. Всех снова спасает Кай.                                                                   |                      |                       |                  |
| 2.15 | «Воз»                | Woz                   | 19 марта, 1999   |
| Когда 790 трансформировал Зев на Ластиконе, он задал ей стандартную программу, и теперь любимой остаётся жить 79 часов. 790 в отчаянии! Экипаж торопится на планету Воз, где ещё сохранился опытный образец Ластикона. Но его владелец, Возард, ставит перед путешественниками условие: он позволит им воспользоваться трансформацией для Ксев, если они, в свою очередь, помогут ему уничтожить Тёмную Леди. Делать нечего, Кай со Стэнли отправляются убивать Тёмную Леди, а Ксев ложится под Ластикон. |                      |                       |                  |
| 2.16 | «Паутина»            | The Web               | 26 марта, 1999   |
| В космосе с чем только не встретишься во время путешествия. Бедный Лексс, он запутался в гигантской паутине, которой, оказывается, нужны живые люди. Так как Кай мёртв, а Зев — частично ящерица Кластера, жертвой паутины становится Стэнли Твидл. В его мозг, и так-то не слишком хитроумный, вселяется чужак, который подчиняет себе сознание Стэнли и начинает манипулировать им. |                      |                       |                  |
| 2.17 | «Сеть»               | The Net               | 26 марта, 1999   |
| В серии «Сеть» события развиваются так же, как и в серии «Паутина», только даётся объяснение такому необычному поведению космической паутины: все космические существа уже поняли, что от Вселенной Света скоро ничего не останется, и поэтому хозяин паутины хотел, вселившись в Стэнли Твидла, поскорее добраться до центра Вселенной и спастись. Он просто хотел жить… |                      |                       |                  |
| 2.18 | «Представление»      | Brigadoom             | 9 апреля, 1999   |
| Лексс продолжает двигаться к центру Вселенной, спасаясь от Мантрида. По пути ему встречается удивительный объект, совершенно не похожий на корабль — это театр. И в этом театре разыгрывается спектакль о народе Бруннен-Джи, о его процветании и трагической гибели. Наших путешественников встречает мастер церемоний и поясняет им: «Мы живём вне пространства и времени, которые известны вам. Мы возникаем в вашей реальности лишь изредка, чтобы сыграть свой маленький спектакль. Даже если эта Вселенная умрёт — наш спектакль будет идти, потому что эта история — самая важная во всей этой Вселенной!». Это история расы Бруннен-Джи и история Кая, Пророчества и славной гибели за свой народ. Стэн, глядя на мужество воинов Бруннен-Джи, принимает решение: если Лекссу и суждено погибнуть, то только в бою. Герои возвращаются на корабль и отправляются на битву с Мантридом. |                      |                       |                  |
| 2.19 | «Брайзон»            | Brizon                | 16 апреля, 1999  |
| Величайший Биовизирь Брайзон, изгнанный с Кластера и тем самым сумевший пережить его падение, ловит на просторах космоса неосторожный призыв Стэнли Твидла к Великому Биовизирю Мантрида с предложением не прятаться, а выходить на честный бой! И Брайзон летит на призыв, и проникает на Лексс. У Брайзона в запасе много всяких биовизирьских штучек, и одна из них мгновенно нейтрализует Кая. Он становится послушным орудием в руках Брайзона. Нашим путешественникам грозит нешуточная опасность! Но Мантрид обманом убивает гостя и демонстрирует свою силу и намерения. |                      |                       |                  |
| 2.20 | «Гибель Вселенной»   | End of the Universe   | 23 апреля, 1999  |
| В попытке спасти экипаж от дронов Мантрида, 790 обнаруживает (слишком поздно), что может создавать собственные копии. Он создаёт крупную армию себе подобных голов-рук и начинает битву с Мантридом, но из-за численного превосходства противника быстро её проигрывает. Тем временем в борьбу включается Лайекка. Она проникает внутрь гигантской крепости из дронов Мантрида, практически убивает его, но погибает сама. Преследуя Лексс, Мантрид перемещает все свои дроны, уже составляющие большинство материи во Вселенной, в одну точку, что порождает гигантскую чёрную дыру. Вселенная Света гибнет, но Лекссу удаётся вовремя сбежать во Вселенную Тьмы. Микропроцессор Мантрида, оставшийся на Лекссе, до сих пор действует. Ксев добивает его своим сапожком. Вселенной Света больше нет, и наши герои, всё ещё живые, отправляются «покорять» Вселенную Тьмы.                     |                      |                       |                  |

## Третий сезон (2000)
| # | Название         | Оригинальное название | Дата премьеры    |
| --- | ---------------- | --------------------- | ---------------- |
| |                  |                       |                  |
| 3.01 | «Огонь и Вода»   | Fire and Water        | 6 февраля, 2000  |
| Вселенная Света разрушена. Лексс со своей командой оказываются во Вселенной Тьмы. Но неприятности только начинаются. Лексс, явно не обладающим высоким коэффициентом IQ, обнаруживает, что он голоден. Но обнаруживает уже в тот момент, когда силы его окончательно покинули и до ближайшей пригодной для употребления еды ему не долететь. Команда принимает решение пустить корабль в дрейф, а самим скоротать ближайшие несколько тысяч лет в криосне. Лексс и 790 тоже засыпают. Лексс проснётся только по команде Стэна, 790 будет просыпаться раз в месяц, проверяя экраны и готовый разбудить команду. Так же Кай программирует свою камеру криосна будить его раз в год, чтобы присматривать за 790-м. И вот, дрейфуя, Лексс оказывается между двумя планетами: Огня и Воды. Жители планет думают, что Лексс — это комета. Предпринимаются множественные попытки долететь до кометы, и однажды Принцу с планеты Огня это удаётся. Времени на Лекссе он не теряет: для начала он разбивает 790-го, сбросив его с капитанского мостика, потом размораживает Стэна, который уверяет его, что Лексс — всего лишь безобидный летающий жук и, наконец, забирает на планету Огня Стэна и камеру с Ксев. Чуть позже просыпается Кай, разбуженный системой. На корабле он находит только 790-го, который, после ремонта, уверен, что всю жизнь любил и будет любить Кая. Кай пытается попасть на одну из планет, но все мухи (транспортные средства типа вертолёта, в виде гигантских мух) передохли за 4332 года их криосна. Тогда он решает спрыгнуть на одну из планет. Его выбор падает на планету Воды… |                  |                       |                  |
| 3.02 | «Мэй»            | May                   | 13 февраля, 2000 |
| Долгие годы между планетами Воды и Огня идёт война, ведь у одних есть всё, а у других — ничего. Упав на планету Воды, Кай знакомится с красивой девушкой Мэй, единственной выжившей после нападения планеты Огня. Вместе с ней ему удаётся захватить вражеский дирижабль и улететь на соседнюю планету. Мэй удаётся убить Принца, которому Ксев признаётся в любви в момент его смерти. Кай спасает Стэна и Ксев, и все они, включая Мей, возвращаются на Лексс. Кровь Мэй заражена. Медицинское оборудование сломалось за тысячи лет, и спасти её не удаётся. Стэн, который успел привязаться к Мэй, очень болезненно переживает её смерть. Неожиданно перед ним возникает восставший из мёртвых Принц, предлагая сделку: живая Мэй в обмен на разрушение планеты Воды. Стэн соглашается и внезапно Мэй оживает… |                  |                       |                  |
| 3.03 | «Игроград»       | Gametown              | 20 февраля, 2000 |
| Кая и Ксев настораживает внезапное возвращение Мэй к жизни, но Стэн отрицает любую свою причастность к этому событию. Лексс по-прежнему голоден и Кай, с десятком кораблей, ведомых муховодами (существами, цель существования которых — выращивание новых мух) отправляется на планету Воды в поисках пищи. Он попадает в странный город, жители которого проводят всё своё время за игрой, чем-то напоминающей смесь гандбола и баскетбола. Среди них есть изгой, Фифи, который обманом уводит у Кая его небольшую флотилию мух. Фифи бежит на планету Огня, где попадает в плен, но ценой предательства пытается купить себе свободу. А ещё Мэй не та, за кого она себя выдаёт… |                  |                       |                  |
| 3.04 | «Трахоград»      | Boomtown              | 27 февраля, 2000 |
| Ренегат Фифи не придумал ничего лучше, чем, объединившись с Графом, вторым человеком на планете Огня, разрушить свой бывший город — Игроград. Во время нападения Каю удалось захватить одну из мух, а также спасти девушку Банни. На Лекссе сексуально неудовлетворённый Стэн намёками и при участии Ксев узнаёт у Банни, что на планете Воды есть город Трахоград, где можно получить всё то, чего ему так не хватает. Пока Стэнли весело проводит время в обществе девочек в Трахограде, Граф решает устранить своего главного врага и конкурента за власть на планете — Принца. В итоге Мэй, подруга Принца, убивает своего бойфренда стрелой и сама разделяет судьбу многих ведьм — за все свои заслуги получает в награду смерть на костре. Разобравшись с Принцем, Граф решает продолжить уничтожение городов планеты Воды. Следующий на очереди Трахоград. Кстати, Ксев, Стэн и сам Кай были весьма удивлены появлением ещё одного, живого, Кая… |                  |                       |                  |
| 3.05 | «Гондола»        | Gondola               | 5 марта, 2000    |
| Кай замечает муху с Фифи и Графом и направляется в погоню, Граф же направляет всех своих мух в погоне за Каем. В итоге оба Кая (живой и мёртвый) сбивают всех вражеских мух, но и их муха смертельно повреждена. Команда Кая оказывается на планете Огня, спрыгнув за секунду до того, как их муха взорвалась. К несчастью для Графа и Фифи их муха тоже повреждена, и теперь им остаётся только умереть от жары. Правда Граф не боится, он уже не раз умирал, но каждый раз перерождался. Да-да, такова особенность жителей двух планет. Что там за горизонтом? Неужели город? А что отделяет героев от города. Вот чёрт, это море раскалённой лавы. Команде Кая повезло, им удалось найти и поднять в воздух покинутый дирижабль, и вот они уже летят к ближайшему городу. Но топлива мало, нужно сбросить балласт, которым оказывается мёртвый Кай. Свято место пусто не бывает, и вот вместо мёртвого Кая появились новые пассажиры: Фифи и Граф, который, впрочем, тут же был убит живым Каем. Попутный ветер и молитвы помогают героям долететь до города, правда не всем. А живой Кай на самом деле не кто иной, как Принц. |                  |                       |                  |
| 3.06 | «Город Кей»      | K-Town                | 12 марта, 2000   |
| Город Кей, куда попали Стэнли и Ксев, — весьма странное место. Странная девушка Тиш обвиняет его в домогательстве, странный парень Зин обвиняет Ксев в отсутствии манер, и вот уже вся эта странная компания начинает гоняться за Стэнли и Ксев. Неожиданно их спасает странный парень, точная копия Мантрида. После рассказов о настоящем Мантриде его двойник начинает верить, что это действительно он, и позже даже будет хвастаться, что когда-то он разрушил Вселенную. Повреждение систем Кая, которые он получил при падении на планету Воды, начинает прогрессировать, и Кай теряет контроль над телом. Ксев и Стэнли пытаются провести диагностику систем Кая, в ходе которой Кай выясняет, что единственный выход для него — упасть с большой высоты на повреждённую левую сторону, дабы стабилизировать системы. Падение приводит к тому, что бессильного Кая неизвестные личности забирают на свой дирижабль, а перед Стэном и Ксев появляется во плоти вездесущий Принц… |                  |                       |                  |
| 3.07 | «Туннели»        | Tunnels               | 19 марта, 2000   |
| Кай предстаёт перед «Комиссией», которая ведёт допрос в комнате, полной свечей. Кай не интересуется происходящим и требует сбросить его на землю с башни. Дознаватель спрашивает о людях, которых Кай уничтожил на службе Божественной Тени. Кай начинает свою знаменитую речь: «Я убивал матерей с детьми… Убивал великих философов и гордых юных воинов. Я убивал злых и добрых… Убивал умных, глупых и красивых. Но я давно не убивал целой толпы жалких бюрократов!» Тем временем, Стэн попадает к хирургу-любителю, который пытается отрезать ему часть тела, «без которой ему будет лучше». Принц играет в хорошего парня и умирает, спасая Стэна. Ксев играет с женщинами — любительницами медвежьих капканов. |                  |                       |                  |
| 3.08 | «Ключ»           | The Key               | 26 марта, 2000   |
| Перевоплотившись в Ксев, Принц узнаёт способы получить ключ от Лексса у Кая, 790 и Стэна. 790 диагностирует Стэна, и Кай определяет, что ключ передаётся во время полового экстаза близкого к ощущению смерти, очень знакомого Принцу. Затем Ксев (перевоплощённый Принц) проводит сложный сексуальный ритуал и получает от Стэна ключ от Лексса. Кай подозревает самозванца и проверяет дважды с помощью поцелуя, сравнивая с тем, как целуется реальная Ксев. После получения ключа Ксев (перевоплощённый Принц) отменяет приказ уничтожить планету Огонь и отдаёт новый приказ на уничтожение планеты Вода. Кай раскрывший самозванца убивает его и возвращает ключ ужаснувшемуся Стэну, после чего Стэнли отменяет приказ уничтожить планету Вода. |                  |                       |                  |
| 3.09 | «Сад»            | Garden                | 2 апреля, 2000   |
| Кай и Стэн садятся в мотылёк и ищут Ксев, к счастью, находят её под городским шпилем — потерянную и умирающую от жажды. Они летят в Сад, где встречают трёх женщин, проводящих свои дни в изучении тычинок, пестиков, и прочих частей цветов. В атмосфере безмятежности Кай хочет стать садовником, а Стэн — тоже остаться и обучать садовниц, как доставлять ему наслаждение. Что касается Ксев, ей нужен мужчина, и она хочет уйти. Однако садовницы воссоздают хищное растение — Лайекку, используя особый ритуал. Лайекка оказывает садовницам одолжение и пожирает их. |                  |                       |                  |
| 3.10 | «Битва»          | Battle                | 9 апреля, 2000   |
| Сад атакован Принцем, и любовь Стэна, Лайекка, опять умирает, пронзённая пятью стрелами. Ксев похищена, а Кай захватывает воздушный шар нападавших. Из него они наблюдают за битвой между Принцем и его неизвестным противником (которым оказывается жрец из 4-й серии). Оба умирают. Стэн и Кай ищут Ксев, бредущую через пустыню. Принц воскресает рядом с ней, идёт рядом, и наблюдает, как она умирает в сжигающем жаре пустыни. В нём нет генов ящера Кластера, так что сам Принц умирает первым. |                  |                       |                  |
| 3.11 | «Девоград»       | Girltown              | 16 апреля, 2000  |
| Стэн и Кай ищут Ксев в Девограде. Стэн привлекает внимание «Королевы» (воскресшей Джиггероты), которой, похоже, нужно какое-то тело. Её прерывает комитет всех женщин Девограда, бесконечно обсуждающий различные феминистические идеи. Тем временем Кай освобождает местных рабов — геев (камео Джимми Сомервилля), которые не понимают, почему сюда попали. Во время бегства воздушный шар с геями съедает Лексс. Стэн и Кай падают на планету Вода. |                  |                       |                  |
| 3.12 | «Пляж»           | The Beach             | 23 апреля, 2000  |
| Кай тонет. Стэн тонет и оказывается на метафизическом Пляже. Он встречает Принца, который объясняет, что пришло время суда. Стэн не может ответить на вопрос, что плохого он сделал в своей жизни. Его не судят за смерть 94 планет во Вселенной Света. Вместо этого Принц фокусируется на трусости Стэна и на том, что он собирался разрушить планету Вода из-за того, что хотел обладать Мэй. Тем временем Ксев находит тело Стэна, помещает его в морозильник и ищет Кая. Кай смотрит на вереницу душ, плывущую к центру Воды и исчезающую в пятне света. Стэн отправляется в ад. |                  |                       |                  |
| 3.13 | «Небеса и пекло» | Heaven and Hell       | 30 апреля, 2000  |
| Ксев находит Кая, который затем ныряет в центр планеты Огонь, чтобы найти Стэна. Он беседует с Принцем, который показывает Стэна в помещении для падших душ, подвергающегося пыткам до конца вечности. Ксев освобождает Кая, разрушив Огонь, затем Принц захватывает контроль над Лекссом и разрушает Воду. Район наполнен добрыми и злыми душами, которые летят к Земле, расположенной с другой стороны Солнца. Замороженное тело Стэна оживает, но он ничего не помнит о суде над ним. |                  |                       |                  |

## Четвёртый сезон (2001—2002)
| # | Название                    | Оригинальное название   | Дата премьеры     |
| --- | --------------------------- | ----------------------- | ----------------- |
| |                             |                         |                   |
| 4.01 | «Маленькая голубая планета» | Little Blue Planet      | 13 июля, 2001     |
| В ближайшем будущем земляне обнаруживают инопланетный корабль, находящийся на орбите Луны. По совету своего помощника — Принца, президент США секретно связывается с инопланетным лидером — странным человеком, который представляется как Стэнли Эйч. Твидл. Контакт не удался, однако Принц предусмотрел это и предлагает послать безумного убийцу к инопланетному кораблю на космическом шаттле. |                             |                         |                   |
| 4.02 | «Техасский Лексс»           | Texx Lexx               | 20 июля, 2001     |
| Кай и Ксев разделяются, когда их муха терпит крушение на Земле. Рабу любви подбирает безумно влюблённый техасец, в то время как Кай объединяется с группой уфологов, ища её. Принц наносит визит Стэнли. |                             |                         |                   |
| 4.03 | «P4X»                       | P4X                     | 27 июля, 2001     |
| Ксев помещают в одну из тюрем Техаса, где отбывающим наказание приходится исполнять странную прихоть начальника и его жены. Их дочь-гот Ломея использует наиболее привлекательных заключённых в сексуальном интернет-шоу P4X, звездой которого становится Ксев, рассказавшая свою историю рабы любви. Стэн находится прикованным к стене в плену у Принца вместе со школьником Дигби. Принц пытается получить ключ, однако у Дигби свои планы на этот счёт. |                             |                         |                   |
| 4.04 | «Долой Стэна»               | Stan Down               | 3 августа, 2001   |
| Под воздействием своей жены президент Прист заключает со Стэном сделку, чтобы убить Принца. Заговор заканчивается уничтожением города Орландо во Флориде. Чтобы сохранить своё положение, Прист обвиняет в трагедии кубинцев и уничтожает «Остров свободы». Принц, раскрыв заговор, привозит президента с женой в Даллас на место убийства Джона Кеннеди. Первая леди погибает, а Прист клянётся в своей верности Принцу. Риелтор Женевьева Джи Рота — очередное воплощение Джиггероты — становится новой Папой Римским. Ветеринару приносят кошку, инфицированную морковкой-зондом. |                             |                         |                   |
| 4.05 | «Ксевивор»                  | Xevivor                 | 10 августа, 2001  |
| 790 решает убить Стэна и Ксев, организовав на Земле телеигру «Xevivor». Местом проведения безумная голова робота выбирает остров Зиг Зиг, инфицированный инопланетными морковками-зондами. Призом для победителя должна стать Ксев. Стэн, благодаря стараниям 790-го, тоже участвует в игре и пытается соперничать с огромными мускулистыми мужланами, страждущими тела рабы любви. Постепенно морковки захватывают участников телешоу и превращают их в зомби. Тем временем в космической лаборатории профессора Лонгбора Тина пытается соблазнить Кая, показывая ему виды Трансильвании. |                             |                         |                   |
| 4.06 | «Скала»                     | The Rock                | 17 августа, 2001  |
| Стэн вспоминает, что Прист назначил его королём Ньюфаундленда, и вместе с Каем и Ксев отправляется посмотреть свои владения и представиться своим подданным. Однако его встречают неприветливо, так как Стэн как две капли воды похож на местного негодяя «Брата». «Брат» быстро смекает, что к чему, и притворяется Твидлом. Он заставляет Банни, посланную Принцем, уговорить Стэнли остаться на Земле, «покачать его скалу». Воспользовавшись девушкой и забрав её деньги, «Брат» вместе с Ксев улетает на Лексс. Там он пытается соблазнить рабу любви, спев ей наспех сочинённую песню на мелодию Greensleeves. 790 сталкивает «Брата» с капитанского мостика. Не зная, что делать, Ксев возвращается на Землю за Каем. Божественный Убийца, тем временем, на разные лады напевает гимн Бруниса «Йо Уэй Йо». Они предотвращают суд Линча над Стэном и улетают. Разозлившись, что его возлюбленную Банни так жестоко обманули, президент Прист взрывает Ньюфаундленд. |                             |                         |                   |
| 4.07 | «Вальпургиева ночь»         | Walpurgis Night         | 24 августа, 2001  |
| Кай стремится попасть в Трансильванию. Укрывшись от летучих мышей-вампиров в таверне, Кай, Ксев и Стэн знакомятся с перепуганными местными жителями, хозяином таверны Ван Хельсингом и тремя девушками-готами. Вместе с последними трое космических путешественников приглашены на Вальпургиеву ночь в замок графа Дракулы. На пиру Стэн пробует «пирог из мертвечины». Кай попадает в ловушку, подстроенную приспешником Дракулы Гренфилдом. Девушки-готы пытаются «присосаться» к Стэну и Ксев, так как они являются настоящими вампиршами, а Дракула — всего лишь нанятый английский актёр со вставными пластмассовыми клыками. Стэну удаётся сбежать. Он собирает толпу в таверне, и они штурмуют замок. Девушки-готы с помощью небольшого количества протокрови будят находящуюся в криокамере Влад — Божественного Палача, в чьи обязанности входит уничтожать Божественных Убийц, вышедших из-под контроля Божественной Тени. Именно она, попав после разрушения Вселенной Света на Землю, стала родоначальницей вампиров. |                             |                         |                   |
| 4.08 | «Влад»                      | Vlad                    | 7 сентября, 2001  |
| Стэн убеждает друзей слетать в Трансильванию. Он поддаётся Зову и привозит на Лексс сестёр-вампирок, где они крадут для Влад всю протокровь. 790 удаляет из Стэна паракровь (которая делала его вампирским рабом), и Кай летит на Землю сражаться с Божественным Палачом. Их битва заканчивается на Лекссе, где Влад начинает побеждать. Но Ксев, на которую паракровь не действует, в итоге запирает Палача в криокамере. |                             |                         |                   |
| 4.09 | «Мягенький папочка»         | Fluff Daddy             | 14 сентября, 2001 |
| Принц заманивает команду на Землю. Приманка — Банни, которой сказано заняться со Стэном сексом. В порнофильме, включённом Банни, Стэн замечает Лайекку (Лу Лу) и пытается с ней сблизиться, устраиваясь в порностудию. Принц показывает Ксев живого Кая, который в новом рождении стал актёром. Очень странным актёром. Он отказывается от секса на время шоу (от двух до шести месяцев). Ксев, однако, съедает беднягу под влиянием своей второй натуры — ящерицы Кластера. С помощью Принца Стэн получает Лайекку. Однако она только притворяется счастливой, чтобы завладеть ключом к Лекссу. Угнав муху, Лу Лу и её дружок летят на Лексс и случайно освобождают там Влад. Тут-то им и конец. В итоге Стэна отправляют в сумасшедший дом, а ключ достаётся муховоду. |                             |                         |                   |
| 4.10 | «Волшебная крошка»          | Magic Baby              | 28 сентября, 2001 |
| Сбежав из сумасшедшего дома, экипаж встречает двух друидов, которые помогают им угнать шаттл и вернуться на Лексс. В обмен на это Утер, один из друидов, который раньше был популярным рок-певцом, требует, чтобы Стэн, Ксев и Кай посетили загадочную трапезу Мограта, потому что узнал в них легендарных Красного Шута, Чёрного Человека и Мёртвую Деву. Тем временем освобождённая Влад ищет Кая. Попутно она превращает Утера в своего раба и убивает Ксев. Стэн уничтожает Божественного Палача с помощью друидского жезла и замораживает Ксев в криокамере. |                             |                         |                   |
| 4.11 | «Кошмар в летнюю ночь»      | A Midsummer’s Nightmare | 25 января, 2002   |
| Вольный пересказ шекспировского «Сна в летнюю ночь». Стэн и Кай отправляются на трапезу Мограта, взяв с собой тело Ксев — ведь, по словам Утера, мёртвые во время трапезы оживают. Король Эльфов Оберон в самом деле возвращает Ксев к жизни и предлагает ей стать его женой на следующие полторы тысячи лет. После отказа Мёртвой Девы Оберон переключает внимание на Красного Шута и, приняв облик Ксев, добивается согласия Стэна на брак. Ненавистная бывшая жена короля, Титания, спасает экипаж Лексса, обманом заставив Оберона снова взять её в жены — на этот раз, возможно, навеки, так как Земля обречена на скорую гибель. |                             |                         |                   |
| 4.12 | «Плохая морковь»            | Bad Carrot              | 1 февраля, 2002   |
| Морковные зонды заполоняют американские супермаркеты и в скором времени оказываются даже в Белом Доме. Принц, Президент Прист и Первая Леди Банни пытаются найти спасение на Лекссе, но случайно приносят с собой одну морковь. Зонд по очереди проникает в нескольких членов экипажа, но Каю удаётся его уничтожить. Принц учит Кая игре в шахматы и предлагает свою ставку: если Божественный Убийца выиграет партию, то Принц поможет его душе обрести покой. |                             |                         |                   |
| 4.13 | «769»                       | 769                     | 8 февраля, 2002   |
| 790 заключает сделку с Принцем, когда их застают Стэн и Кай. Стэн и Ксев угрожают убить Принца, но не могут этого сделать; ко всему прочему, у Кая кончается протокровь. 790 помогает Принцу и Присту получить ключ к Лекссу, убив несколько муховодов. В свою очередь Принц и Президент помогают голове робота исполнить давнюю мечту: земные хирурги пришивают его к телу муховода. Получившийся гибрид (на Кластере таких роботов относили к серии 769) затем обретает пенис одного из офицеров авиации и в компании Принца и Президента отправляется на Лексс. Там робот пытается заняться сексом с Каем, а Принц — убить Стэна и Ксев; ни тот, ни другой, не добиваются своей цели. Кай убивает Принца, пообещав, что они смогут закончить шахматную партию после смерти. |                             |                         |                   |
| 4.14 | «Прайм Ридж»                | Prime Ridge             | 15 февраля, 2002  |
| Экипаж Лексса покупает дом в городке Прайм Ридж, воспользовавшись деньгами из банкоматов, которые взломал 790. Каю в качестве замены криокамеры покупают холодильник, Ксев устраивается психологом на мясокомбинат, а Стэн заигрывает с Дальчибеллой, женщиной, продавшей им дом и теперь живущей по соседству. Кай отдаёт все деньги парочке наркоманов, которые пытались ограбить дом. ФБР, разыскивающая экипаж Лексса после смерти Принца, узнаэт их местоположение, и серия заканчивается масштабной перестрелкой в Прайм Ридже. Наркоманы угоняют единственную муху, и у команды не остаётся иного выбора, кроме как позаимствовать соседскую машину и сбежать. |                             |                         |                   |
| 4.15 | «Морт»                      | Mort                    | 22 февраля, 2002  |
| Сбежав от властей, с истощённым Каем на магазинной тележке, Ксев и Стэн находят убежище в похоронном бюро, которым управляет Морт. Морт собирает свою «неофициальную девушку», Диди, из частей трупов. Он хочет использовать груди Ксев, но её кровь не подходит. Зато протокровь Кая восхищает Морта, и Кай жертвует её для оживления Диди. Ксев и Стэн принимают родственников погибших (правда, не могут понять некоторые земные тонкости, например, что такое сочувствие). Голова робота отказывается помогать беглецам, пока не прикажет её любимый Кай. В это время Ксев соблазняет полицейского, но подсовывает ему полумёртвую Диди. В конце концов Морт убивает копа, но и сам погибает, задушенный Диди во имя Его Божественной Тени. Трое беглецов берут катафалк и уезжают вдаль. Аллюзия на фильм «Невеста реаниматора». |                             |                         |                   |
| 4.16 | «Мосс»                      | Moss                    | 1 марта, 2002     |
| Стэн, Ксев и Кай похищены Моссом, возглавляющим организацию AFR. Получив от них ценную информацию, Мосс притворяется Принцем и становится во главе ATF, после чего делится своими безумными теориями заговора, так или иначе связанными с «Числом Зверя». Мосс пытается убить героев, но погибает сам, получив ровно шесть пулевых ранений. Тем временем Принц таинственным образом появляется на экране президентского телевизора… |                             |                         |                   |
| 4.17 | «Голландское лакомство»     | Dutch Treat             | 8 марта, 2002     |
| Голодающий Лексс начинает переваривать собственные ткани, и экипажу приходится задуматься о другом способе убраться подальше от Земли. Оставив голову робота на борту в качестве наказания за предательство в серии «769», Стэн, Ксев и Кай отправляются к доктору Эрнсту Лонгбору, который строит космический корабль «Ной» по проекту 790. Тина выясняет, что Лонгбор скрывает свои истинные планы: он собирается взять на борт корабля лишь «тканесовместимых» школьниц. Прист, Банни и Принц, обитающий в телевизоре, проникают на Лексс и, получив ключ, собираются уничтожить Землю. Но Лексс настолько ослаб, что не может стрелять, и поэтому после непродолжительных колебаний Банни разрешает ему съесть Голландию. Проглоченную вместе с остальной органикой земную стрекозу Лексс называет «своим новым другом» и, судя по всему, спаривается с ней. Кай, Стэн и Ксев вовремя возвращаются на борт, спасают Землю от уничтожения и захватывают телевизор с Принцем. |                             |                         |                   |
| 4.18 | «Игра»                      | The Game                | 15 марта, 2002    |
| Кай везёт телевизор на Луну, чтобы выбросить его на поверхность с такой скоростью, что аппарат будет разрушен, а Принц, возможно, уничтожен. Принц напоминает Каю о незаконченной партии в шахматы, и они отправляются в некую «Другую Зону», частичную вселенную, ворота в которую должны быть где-то рядом, в самом тёмном уголке Тёмной Зоны. Принц ставит на кон обещание сделать последнего из Брунен-Джи по-настоящему живым, а Кай — жизни Стэна и Ксев. Играют они живыми фигурами, выглядящими как наиболее важные герои сериала (белые — Принц, Банни, Влад, Прист, Его Божественная Тень, агенты ATF; чёрные — Кай, Ксев, Оракул Времени, Стэн, 790, муховоды). Кай побеждает, но не получает свой выигрыш — Принц, не сдержав обещания, исчезает. Аллюзия на фильм «Седьмая печать». |                             |                         |                   |
| 4.19 | «Комета Галлея»             | Haley’s Comet           | 22 марта, 2002    |
| Неподалёку от орбиты Юпитера Лексс сталкивается со спутником. На нём находятся американские подростки, собирающиеся захватить Лексс и отправиться прочь от Земли. Их планы не разделяет Галея — дочь владельца крупной корпорации, организовавшая этот полёт с целью передать по всем частотам сообщение о том, что Земле угрожает опасность. Одна из девушек старается привлечь внимание Кая, и ревнивый 790 решает устранить всех незваных гостей, вооружив Галею блэкпэком и манипулируя ей. |                             |                         |                   |
| 4.20 | «Апокалексс сегодня»        | Apocalexx Now           | 29 марта, 2002    |
| Экипаж Лексса обнаруживает замаскированный под астероид корабль пришельцев, которые отправляли на Землю морковные зонды. Стэн предлагает уничтожить его, но меняет решение после того, как на Лексс проникает один из пришельцев и принимает вид Лайекки. Стэн предлагает «Лайекке» договориться с «правителем Земли», какую часть планеты она может съесть. Они отправляются во Вьетнам, где в данный момент находятся Президент Прист, Первая Леди, а также Папа Римский Женевьева Джи Рота. Обезумев, она берёт Приста и Стэна в плен и играет в гольф на их жизни. «Лайекка» съедает Папу Римского, после чего Президент предлагает ей полакомиться Японией, а сам ядерным взрывом уничтожает Вьетнам. |                             |                         |                   |
| 4.21 | «Вива Лексс Вегас»          | Viva Lexx Vegas         | 5 апреля, 2002    |
| Стэну, Каю и Ксев нужно как-то провести день, пока президент Прист готовит шаттл к отбытию на Лексс. Банни предлагает им отправиться в Лас-Вегас. Президент Прист великодушно отдаёт свою кредитную карточку с тремя миллионами долларов на счету. Стэн уединяется с двумя проститутками, но в итоге остаётся ни с чем. Ксев под прицелом телекамеры сражается на ринге с огромной мускулистой женщиной, а Кай охотится за ожившей мумией философа и поэта Драго, которого сам же и убил по приказу Его Божественной Тени много лет назад. |                             |                         |                   |
| 4.22 | «Трип»                      | Trip                    | 12 апреля, 2002   |
| Все планеты, которые попадаются на пути, безжизненны. Команде Лексса кажется, что там побывала Лайекка, но Стэн убеждён, что она тут ни при чём. Лайекка на прощанье оставляет Ксев и Стэну в подарок по редкой ягоде-деликатесу, которые оказываются сильным галлюциногеном. Растение, подаренное Каю, разрушает чип криокамеры. Кай считает, что протокрови остаётся на считанные дни. |                             |                         |                   |
| 4.23 | «Лайекка против Японии»     | Lyekka vs Japan         | 19 апреля, 2002   |
| Кай и Ксев приземляются на морском побережье Японии, неподалёку от того места, где астероид Лайекки упал в море, и встречают монахов буддистского монастыря. Кай медитирует на берегу, ожидая выхода инопланетян на сушу, а Ксев поддаётся на уговоры «Учителя» монахов и в результате оказывается на операционном столе. Хирург-неумеха, всё это время строивший из себя «Учителя», собирается извлечь её органы и продать на чёрном рынке. Тем временем огромная Лайекка выходит из моря и начинает крушить Токио, пожирая военную технику. Кай убивает её, а затем Лексс по приказу Стэна взрывает ходячий корабль-астероид, появившийся после смерти Лайекки. |                             |                         |                   |
| 4.24 | «Йо Уэй Йо»                 | Yo Way Yo               | 26 апреля, 2002   |
| Принц появляется на борту Лексса и сообщает экипажу о том, что он на самом деле является Смертью и только сейчас осознал своё предназначение. Вслед за этим команда осознаёт, что Лексс скоро умрёт от старости — он уже путает, кто его капитан, и забывает приказы. Тем временем на Земле доктор Лонгбор готовит «Ной» к запуску и намеревается бросить своих единомышленников, взяв с собой лишь молоденьких школьниц. На прощание он сообщает, что оставил на Земле ускоритель частиц, который уничтожит Землю, вычислив массу бозона Хиггса. В последний момент Прист и Банни занимают место Лонгбора, сам же доктор погибает при запуске корабля. Главный корабль пришельцев, размером вдвое больше Луны, обхватывает Землю своими огромными щупальцами. Кай решает разрушить его с помощью ускорителя частиц. Когда он, Стэн и Ксев покидают планету, Лексс уничтожает её своим последним выстрелом, совершённым по приказу 790. Кай проникает внутрь корабля пришельцев, замаскированного под астероид, и ускоритель уже готов сдетонировать, но неожиданно рядом с последним из Брунен-Джи появляется Принц и сообщает, что выполнил своё обещание: теперь Кай снова живой. Происходит взрыв, корабль пришельцев сжимается до размеров горошины, и Кай погибает. Умирает и Лексс, но на свет появляется его потомок — Маленький Лексс, который передаёт свой ключ Стэну. Принц материализуется на «Ное» к радости Приста и отвращению Банни. Стэн и Ксев отправляются на поиски нового дома; по пути Маленький Лексс проглатывает парившую в космосе и читавшую стихи в память о Кае голову робота 790. |                             |                         |                   |